# Halowe Mistrzostwa Europy w Lekkoatletyce 1986 – bieg na 3000 m mężczyzn
Bieg na 3000 metrów mężczyzn – jedna z konkurencji biegowych rozgrywanych podczas halowych lekkoatletycznych mistrzostw Europy w hali Palacio de Deportes w Madrycie. Eliminacje zostały rozegrane 22 lutego, a bieg finałowy 23 lutego 1986. Zwyciężył reprezentant Austrii Dietmar Millonig Tytułu zdobytego na poprzednich mistrzostwach nie bronił Bob Verbeeck z Belgii.

## Rezultaty

### Eliminacje
Rozegrano 2 biegi eliminacyjne, do których przystąpiło 19 biegaczy. Awans do finału dawało zajęcie jednego z pierwszych trzech miejsc w swoim biegu (Q). Skład finału uzupełniło trzech zawodników z najlepszym czasem wśród przegranych (q).
Opracowano na podstawie materiału źródłowego.
Bieg 1
| Miejsce | Zawodnik           | Czas    | Uwagi |
| ------- | ------------------ | ------- | ----- |
| 1       | Thomas Wessinghage | 8:01,01 | Q     |
| 2       | António Leitão     | 8:01,13 | Q     |
| 3       | Dietmar Millonig   | 8:01,46 | Q     |
| 4       | Stefano Mei        | 8:01,50 | q     |
| 5       | João Campos        | 8:02,20 | q     |
| 6       | Lubomír Tesáček    | 8:03,53 | q     |
| 7       | Billy Dee          | 8:04,11 |       |
| 8       | Jaime López        | 8:21,23 |       |
| 9       | Jorgos Petrakis    | 8:22,22 |       |

Bieg 2
| Miejsce | Zawodnik            | Czas    | Uwagi |
| ------- | ------------------- | ------- | ----- |
| 1       | Walter Merlo        | 8:01,14 | Q     |
| 2       | Gábor Szabó         | 8:02,55 | Q     |
| 3       | Mark Roberts        | 8:03,35 | Q     |
| 4       | Czesław Mojżysz     | 8:04,10 |       |
| 5       | Abel Antón          | 8:05,09 |       |
| 6       | Peter Belger        | 8:14,84 |       |
| 7       | José Regalo         | 8:16,52 |       |
| 8       | José Manuel Abascal | 8:17,33 |       |
| 9       | Panajotis Fotiu     | 8:49,97 |       |
| –       | Luboš Gaisl         | DNF     |       |

### Finał
Opracowano na podstawie materiału źródłowego.
| Miejsce | Zawodnik           | Czas    |
| ------- | ------------------ | ------- |
| 1       | Dietmar Millonig   | 7:59,08 |
| 2       | Stefano Mei        | 7:59,12 |
| 3       | João Campos        | 7:59,15 |
| 4       | Gábor Szabó        | 7:59,99 |
| 5       | Thomas Wessinghage | 8:00,76 |
| 6       | Walter Merlo       | 8:03,29 |
| 7       | António Leitão     | 8:03,43 |
| 8       | Lubomír Tesáček    | 8:04,74 |
| –       | Mark Roberts       | DNF     |